# Rinspeed sQuba
La sQuba, sviluppata da una società svizzera, la Rinspeed, è una automobile anfibia unica nel suo genere, difatti è la prima al mondo che può normalmente viaggiare sia su terraferma sia in acqua muovendosi anche al di sotto della superficie come un sottomarino.

## Il contesto
Il fondatore della società produttrice Frank M. Rinderknecht ebbe l'idea ispirato dal film Agente 007 - La spia che mi amava del 1977 che mostrava una vecchia Lotus sottomarina ma non funzionante in realtà, essendo solo un innovativo oggetto scenico. L'auto moderna ha come base una Lotus Elise cabrio opportunamente modificata per la guida subacquea.

## Descrizione
La sQuba è un veicolo elettrico ad emissioni zero che utilizza tre motori dei quali uno per lo spostamento su strada e gli altri due per le eliche subacquee. Ha trazione posteriore e l'energia è immagazzinata in un pacco batterie agli ioni di litio composto da 6 unità da 10kWh l'una, per un totale di 60kWh di potenza.
Dopo l'entrata in acqua mediante una normale rampa inclinata per barche l'auto galleggia sulla superficie muovendosi con una coppia di eliche posizionate sul retro. Può immergersi dopo aver annacquato l'abitacolo sospinta da due propulsori a getto posizionati al di sotto degli specchi retrovisori nella parte anteriore, ricavati da due scooter subacquei. La velocità massima su strada è di 120 km/h. In acqua naviga a 6 km/h sulla superficie e a circa 3 km/h al di sotto.
Il veicolo può trasportare due persone. Il tetto aperto è necessario per il funzionamento in acqua perché in caso di abitacolo all'asciutto la bolla d'aria presente richiederebbe un peso extra di circa 2 tonnellate per poter far immergere l'auto, fatto che ne comprometterebbe però la guida su strada, inoltre in caso di emergenza non c'è nulla che sbarri la via verso la superficie. Quando sotto acqua i passeggeri possono respirare mediante due erogatori da sub collegati ad una bombola d'aria incorporata nell'auto. I due idrogetti rotanti forniscono controllo subacqueo.
I materiali sono ovviamente tutti resistenti all'acqua e anche al sale cosicché la sQuba sia utilizzabile anche in mare.
La sQuba è equipaggiata anche di sensori laser che analizzano l'ambiente circostante permettendogli di muoversi in completa autonomia anche senza autista, il sistema è stato sviluppato dalla Ibeo.

## Presentazione
La sQuba è stata presentata al pubblico la prima volta al Ginevra Motor Show il 16 marzo 2008, preceduta però da un video pubblicitario autorizzato.

## Produzione
La produzione del prototipo della sQuba ha richiesto circa 1.5 milioni di dollari; in caso di una produzione in serie, non ancora pianificata, l'intenzione dichiarata dall'ideatore è quello di mantenere il prezzo finale inferiore a quello necessario per l'acquisto di una Rolls-Royce.